# Манучехр Мораді
Манучехр Мораді (Manouchehr Moradi) (1962) — іранський дипломат. Надзвичайний і Повноважний посол Ісламської Республіки Іран в Україні (позбавлений акредитації) та в Молдові за сумісництвом. Почесний професор Бішкекського університету гуманітарних наук (Киргизька Республіка).

## Життєпис
Народився у 1962 році в місті Керманшах. Закінчив Тегеранський університет Аламе Табатабаї. Доктор філософії зі спеціальності «Міжнародні відносини». Володіє англійською, має знання з російської та іспанської мов.
У 1989—1991 рр. — третій секретар та відповідальний за зв'язки з СРСР у 17-ому управлінні МЗС (СРСР, ЧССР, МНР).
У 1991—1995 рр. — другий секретар та радник з політичних питань Посольства Ісламської Республіки Іран у Москві.
У 1995—1998 рр. — перший секретар та заступник начальника Першого управління країн СНД Міністерства закордонних справ (Україна, РФ, Грузія, Республіка Молдова, Республіка Білорусь та Республіка Вірменія).
У 1998—1999 рр. — радник другого класу та Начальник Другого управління країн СНД Міністерства закордонних справ (Азербайджанська Республіка, Республіка Казахстан, Киргизька Республіка, Республіка Узбекистан, Туркменістан та Республіка Таджикистан).
У 1999—2003 рр. — радник другого класу та заступник Посла Ісламської Республіки Іран в Іспанії.
У 2003—2009 рр. — радник першого класу та директор Інституту міжнародних та політичних досліджень МЗС.
У 2005—2009 рр. — головний редактор щоквартального видання «Дослідження Центральної Азії і Кавказу».
У 2006—2009 рр. — головний редактор щоквартального російськомовного видання «Аму-Дарья».
У 2009—2013 рр. — Посол Ісламської Республіки Іран у Киргизькій Республіці.
У 2013—2018 рр. — начальник Першого управління країн СНД МЗС Ісламської Республіки Іран (Україна, РФ, Республіка Білорусь, Республіка Молдова).
З 2018 року — Надзвичайний і Повноважний Посол Ісламської Республіки Іран в Україні та в Республіці Молдова за сумісництвом.
4 жовтня 2018 року — вручив копії вірчих грамот заступнику Міністра закордонних справ України Сергію Кислиці.
27 грудня 2018 року — вручив вірчі грамоти Президенту України Петрові Порошенку.
23 вересня 2022 року позбавлений акредитації в Україні, у зв'язку із фактом постачання іранських безпілотників російським окупантам, для ведення війни проти України

## Автор наукових праць
- «Стратегічний союз між Ісламською Республікою Іран та Російською Федерацією як ефективний чинник та його перспективи» (2017);
- «Народи та етноси в Російській Федерації» (2008);
- «Співпраця Ісламської Республіки Іран з Європейським Союзом та Південним Кавказом. Межі та можливості» (2007)